# 카미유 봉부아
카미유 봉부아(Camille Bombois, 1883년 2월 3일 ~ 1970년 6월 6일)는 프랑스의 화가로 부르고뉴의 브나레 롬에서 출생하였다.

## 인생
16세경부터 농가에서 일을 하는 틈을 타 전원풍경과 시골의 풍속을 그렸다. 후에 파리로 나와 공사판에 막벌이와 인쇄공 등 갖가지 직업으로 전전하였으나 한시도 화필을 버린 적은 없었다. 1924년부터 화업(畵業)에 전렴하였고 1922년에는 가두전시회를 연 적이 있고 그 때에 비평가인 빌헬름 우데의 눈에 띄게 되었다고 한다. 풍경·정물·나부(裸婦)·서커스·떠돌이 광대 등 모티프도 다채로우나 특히 보는 사람의 마음을 끄는 것은 한없이 청결한 화면 구성이며, 이것을 갖춘 작품으로 <아르비의 카테드랄> 등은 그 전형이라 하겠다. 사진적(寫眞的)인 정확함이라고나 할까, 그러나 거기에 감도는 분위기는 차갑지 않다. 우데는 그 특질을 '그는 화면의 원근을 부정하고 사물을 엑스터시로까지 승화시킨 독자적인 생명감으로 감싼다'고 말하고 있다.